# Cocconato

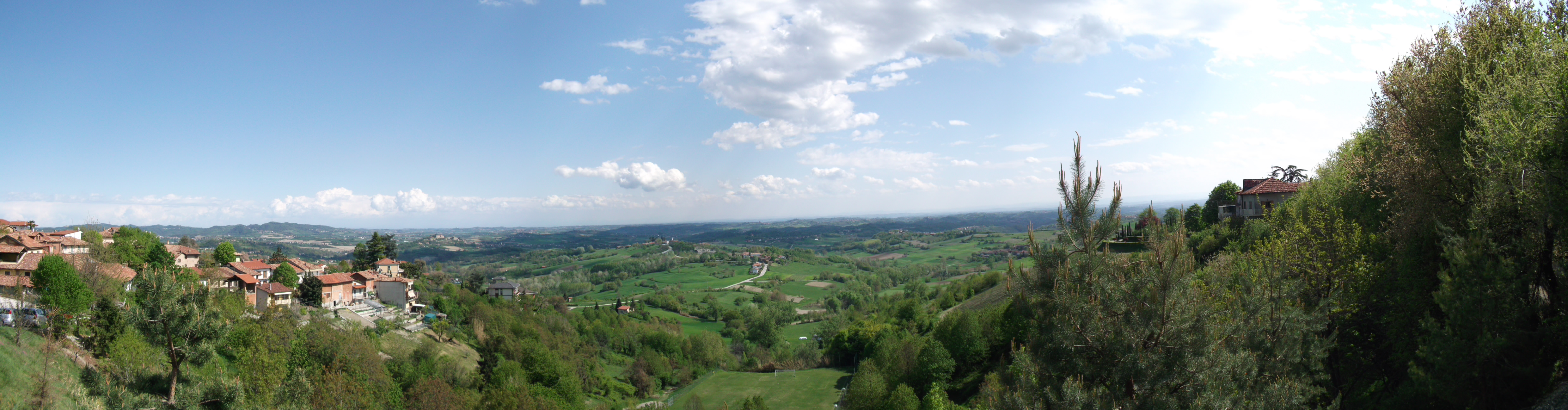
Cocconato, Panorama de Monferrato

Cocconato es una localidad y comune italiana de la provincia de Asti, región de Piamonte, con 1.617 habitantes.

## Evolución demográfica
| Gráfica de evolución demográfica de Cocconato entre 1861 y 2001 |
|                                                                 |
| Fuente ISTAT - elaboración gráfica de Wikipedia                 |